# Uwemba
Uwemba è una circoscrizione mista (mixed ward) della Tanzania situata nel distretto urbano di Njombe, regione di Njombe. Conta una popolazione di 8 900 abitanti (censimento 2012).